# Amechedia
Amechedia é um gênero de mariposa pertencente à família Crambidae.